# Foudia
Foudia là một chi chim trong họ Ploceidae.